# Діалекти їдишу
Діалекти їдишу є різновидами мови їдиш і поділяються відповідно до регіону в Європі, де кожен з них розвинув свою самобутність. Лінгвістично їдиш поділяється на східний і західний діалекти. У той час як західні діалекти здебільшого вимерли в 19 столітті через асиміляцію єврейської мови у великі культури, східні діалекти були дуже важливими, поки більшість східноєвропейського єврейства не було знищено Шоа .
Північно-східні діалекти східного їдишу були домінуючими в їдишській культурі та наукових колах 20-го століття, але в 21-му столітті, оскільки їдиш значною мірою повсюдно вимирає через мовну асиміляцію, південні діалекти їдишу, які зберігаються багатьма хасидськими спільнотами, стали найпоширенішою формою розмовного їдишу.

## Різновиди

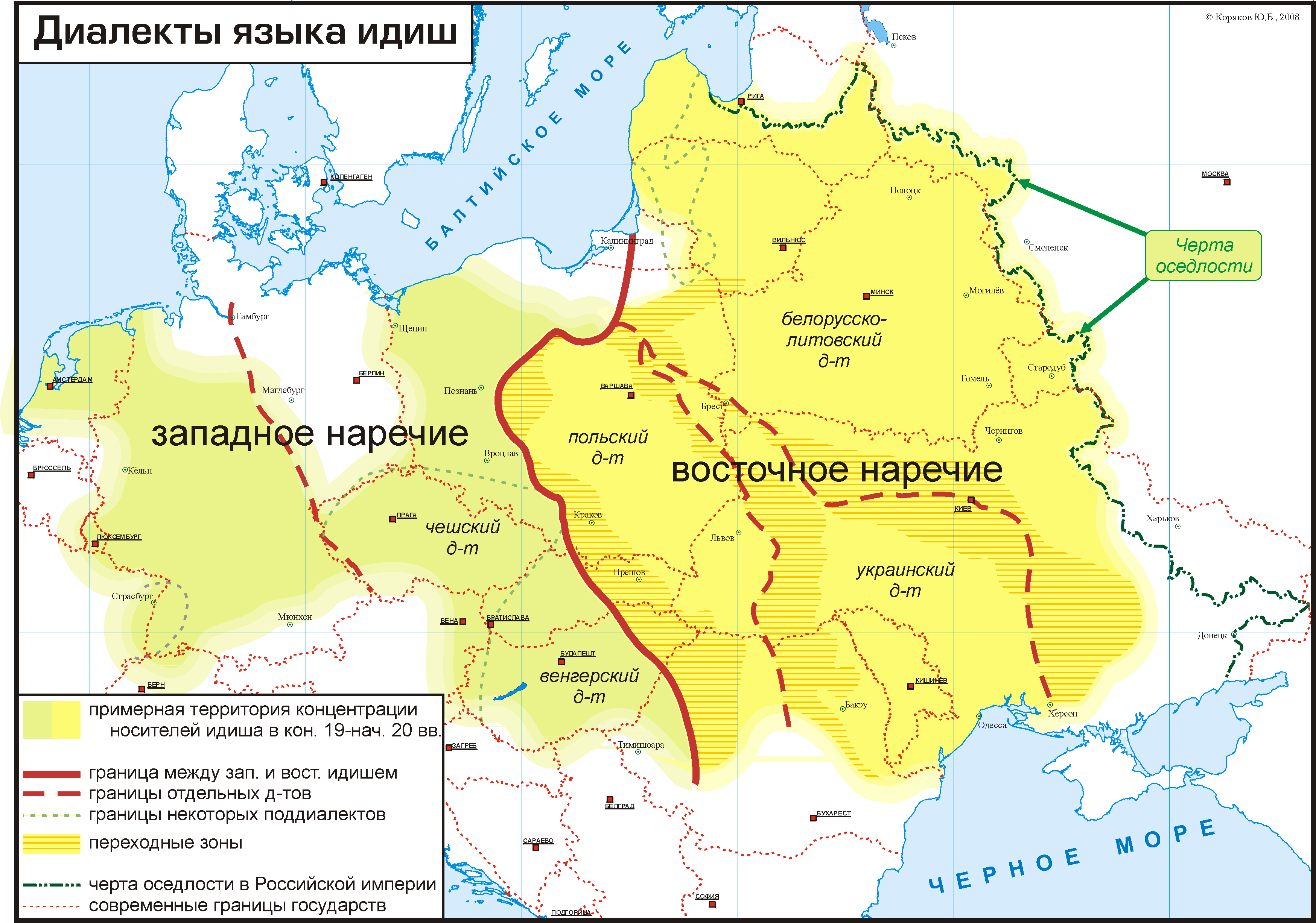
Діалекти їдишу (кінець 19 - початок 20 століття):
Західні діалекти
Східні діалекти

Діалекти їдишу зазвичай поділяють на західний і східний їдиш. Західний їдиш розвинувся з 9 століття в Західній і Центральній Європі, в регіоні, який євреї називали Ашкеназ, тоді як східний їдиш розвинув свої особливі риси в Східній Європі після переміщення великої кількості євреїв із Західної до Центральної та Східної Європи.
Загальне поняття про «мову їдиш» зазвичай застосовуються до східного їдишу, якщо тільки предметом розгляду не є література на їдиш до 19 століття, у цьому випадку на зі, швидше за все, буде матись західний їдиш.

### Західний їдиш
Тоді як більшість євреїв Рейнської області, які втекли від переслідувань у 14 столітті, втекли до Речі Посполитої, деякі продовжували жити в сільській місцевості Швейцарії, південної Німеччини та Ельзасу. Вони дотримуються єврейських звичаїв і розмовляють західним їдишем.
Західний їдиш розділений на три діалекти:
- північно-західний (поширений у Північній Німеччині та Нідерландах),
- середньозахідний (поширений у центральній Німеччині та Люксембурзі),
- південно-західний (поширений у північній Швейцарії, південній Німеччині та Ельзасі, також поширюється на північну Італію).

Вони мають ряд чітко виділених регіональних різновидів, таких як Юдейсько-Ельзаський, а також багато місцевих різновидів.
Євреї Ельзасу традиційно розмовляють мовою Yédisch-Daïtsch(Єврейсько-Ельзаська), яка спочатку була сумішшю німецької, івриту та арамейської ідіом і практично не відрізняється від звичайного їдишу. Починаючи з 12-го століття, завдяки серед іншого впливу школи Раші, французькі мовні елементи також накопичувалися, а з 18-го століття деякі польські елементи через іммігрантів також змішувалися в Yédisch-Daïtsch.
Згідно з К. Дж. Гуттерером (1969), «у Західній і Центральній Європі WY діалекти, мабуть, вимерли протягом короткого часу в період реформ [тобто рухів до єврейської емансипації] після Просвітництва ». У 18 столітті їдиш занепадав у німецькомовних регіонах, оскільки євреї акультурувалися, Гаскала виступала проти використання їдиш, і перевага німецької мови зростала. До кінця 18-го століття західна мова їдиш здебільшого вийшла з ужитку, хоча деякі носії були виявлені в цих регіонах ще в середині 20-го століття.

### Східний їдиш
Східний їдиш розділений на північний і південний діалекти.
- Північний / Північно-східний їдиш (Литвиш або "Литовський" їдиш) - розмовляли на землях сучасних Литви, Білоруси, Латвії та частині північно-схіхдної Польщі, на півночі та півдні України, та заході Росії.[8] Гіберно-Їдиш, мова євреїв Ірландії, базувалась на цьому діалекті.[9]
- Південні діалекти мають підгрупи:
  - Середньо-східний їдиш (Центральний, Пойлиш або "Польський" їдиш) - ним розмовляли на територіях Польщі, західної Галичині та на великій частині Угорщини.
  - Південно-східний їдиш (Україниш або "Український" їдиш) - ним розмовляли на Волині(Волинєр), Поділлі(Подолєр) та Бессарабії(Бесарабер, в Румунії).[10]

Український їдиш був основою стандартного театрального їдишу, тоді як литовський їдиш був основою стандартного літературного та академічного їдишу.
Приблизно три чверті сучасних носіїв мови їдиш розмовляють південними різновидами їдиш, більшість — польським їдишем. Більшість хасидських спільнот використовують південні діалекти, за винятком Хабаду, який використовує Литвиш; багато харедимів в Єрусалимі також зберігають литвиш.
На додаток до російської мови євреї, які оселилися в Удмуртії, розвивали діалекти, що включали удмуртську та татарську лексику (Удмуртиш або «удмуртський» їдиш). Удмуртський діалект традиційно поділяється на дві групи.
- Центральні діалекти, які зосереджуються навколо Іжевську, Сарапулу та Воткінську.
- Південні діалекти, які зосереджуються навколо Камбарки, Алнаш, Агризу та Набережних Челнів.[11]

### Відмінності між діалектами
Основні відмінності між сучасними діалектами полягають у наголошення голосних, хоча є також відмінності в морфології, лексиці та граматиці.
Північні діалекти більш консервативні щодо якості голосних, тоді як південні діалекти зберегли відмінності кількості голосних.

## Порівняння
Наголошені голосні в діалектах їдиш можна зрозуміти, враховуючи їх спільне походження в звуковій системі протоїдиш. Лінгвістична наука про їдиш використовує систему, розроблену М. Вайнрайхом (1960), щоб позначити нащадкові діафонеми наголошених голосних у протоїдиш.
Кожному протоїдишському голосному надається унікальний двозначний ідентифікатор, і його рефлекси використовують його як нижній індекс, наприклад, південно-східний o11 — це голосний /o/, що походить від протоїдишського */a/. Перша цифра вказує на якість протоїдишу (1-=*[a], 2-=*[e], 3-=*[i], 4-=*[o], 5-=*[u]), а другий стосується кількості або дифтонгізації (-1=короткий, -2=довгий, -3=короткий, але подовжений на початку історії їдишу, -4=дифтонг, -5=особлива довжина, яка зустрічається лише в протоїдишському голосному 25).
Голосні 23, 33, 43 і 53 мають такі самі рефлекси, як 22, 32, 42 і 52 в усіх діалектах їдишу, але вони розвинули різні значення в середньоверхньонімецькій мові; Кац (1978) стверджує, що їх слід об'єднати з серією -2, залишивши лише 13 у серії -3.
|                  | Передні         | Задні           |
| ---------------- | --------------- | --------------- |
| Закриті          | i31 iː32        | u 52            |
| Закриті середні  | eː 25           | o51 oː 12       |
| Відкриті середні | ɛ21 ɛj 22/34    | ɔ41 ɔu 42/54    |
| Відкриті         | a11/13 aː 24/44 | a11/13 aː 24/44 |

|                  | Передні          | Задні            |
| ---------------- | ---------------- | ---------------- |
| Закриті          | i31/51 iː32/52   | u 12/13          |
| Закриті середні  | eː~ej 25         | oː~ou54          |
| Відкриті середні | ɛ21              | ɔ41 ɔj 42/44     |
| Відкриті         | a11 aː34 aj22/24 | a11 aː34 aj22/24 |

|                  | Передні        | Задні          |
| ---------------- | -------------- | -------------- |
| Закриті          | i31/32         | u 51/52        |
| Закриті середні  | ej 22/24/42/44 |                |
| Відкриті середні | ɛ21/25         | ɔ12/13/41 ɔj54 |
| Відкриті         | a11 aj 34      | a11 aj 34      |

| PY      | нідерландський | польський | литовський |
| ------- | -------------- | --------- | ---------- |
| 11 (А1) | alt            | alt       | alt        |
| 42 (O2) | brɔut          | brɔjt     | brejt      |
| 13 (A3) | vas            | vus       | vɔs        |
| 24 (E4) | ān             | ajn       | ejn        |
| 54 (U4) | hɔuz           | hōz~ houz | hɔjz       |

| Голосний (писемність іврит) | Північний їдиш (Литвиш) | Південний їдиш (Пойлиш, Галициш) | Порівняння (писемність іврит = ПівнЇ = ПівдЇ)                           |
| --------------------------- | ----------------------- | -------------------------------- | ----------------------------------------------------------------------- |
| אָ‬                           | o [ɔ]                   | u [u]                            | דאָס, זאָגן‬ = dos, zogn = dus, zugn                                       |
| אֻ, וּ‬                        | u [ʊ]                   | i [i]                            | קוגל‬ = kugel = kigel                                                    |
| ײַ‬                           | ai [aj]                 | ah [aː]                          | זײַן‬ = zayn = zahn                                                       |
| אֵ, ײ‬                        | ey [ɛɪ]                 | ay [aj]                          | קלײן, צװײ‬ = kleyn, tzvey = klayn, tzvay                                 |
| ױ, וֹ‬                        | ey [ɛɪ]                 | oy [oj]                          | ברױט‬ = breyt = broyt                                                    |
| ע‬                           | e [ɛ]                   | ey [ej]                          | שטעטל‬ = shtetl = shteytl (Примітка: ненаголошене /e/ [ə] не змінюється) |

Деякі діалекти мають зникнення кінцевих приголосних.
Злиття /ʃ/ в /s/ було поширеним у Литвиші у попередніх поколінь. Відомий як Sabesdiker losn, він був стигматизований і навмисно уникав останнім поколінням Литваків.

## Розвиток «нейтральної» форми
Як і в багатьох інших мовах із сильними літературними традиціями, існувала більш-менш постійна тенденція до розвитку нейтральної письмової форми, прийнятної для носіїв усіх діалектів. На початку 20-го століття як з культурних, так і з політичних причин особлива енергія була спрямована на розробку сучасного стандартного їдишу. Він містив елементи з усіх трьох східних діалектів, але його фонетика були переважно побудована на північно-східній вимові. Окрема стаття описує отриману сучасну Стандартну фонологію їдиш без детального опису фонетичних варіацій трьох діалектів чи подальших відмінностей між безліччю місцевих різновидів, які вони включають.
Корисний ранній огляд відмінностей між трьома основними східними діалектами надає лексикограф їдишу Александр Гаркаві в «Трактаті про читання їдиш, орфографії та діалектних варіаціях», вперше опублікованому в 1898 році разом із його «Їдиш-англійським словником» (Гаркаві 1898). Відскановане факсиміле доступне в Інтернеті. Відповідний матеріал подано там під рубрикою Діалекти.

## Спори щодо стандартизації

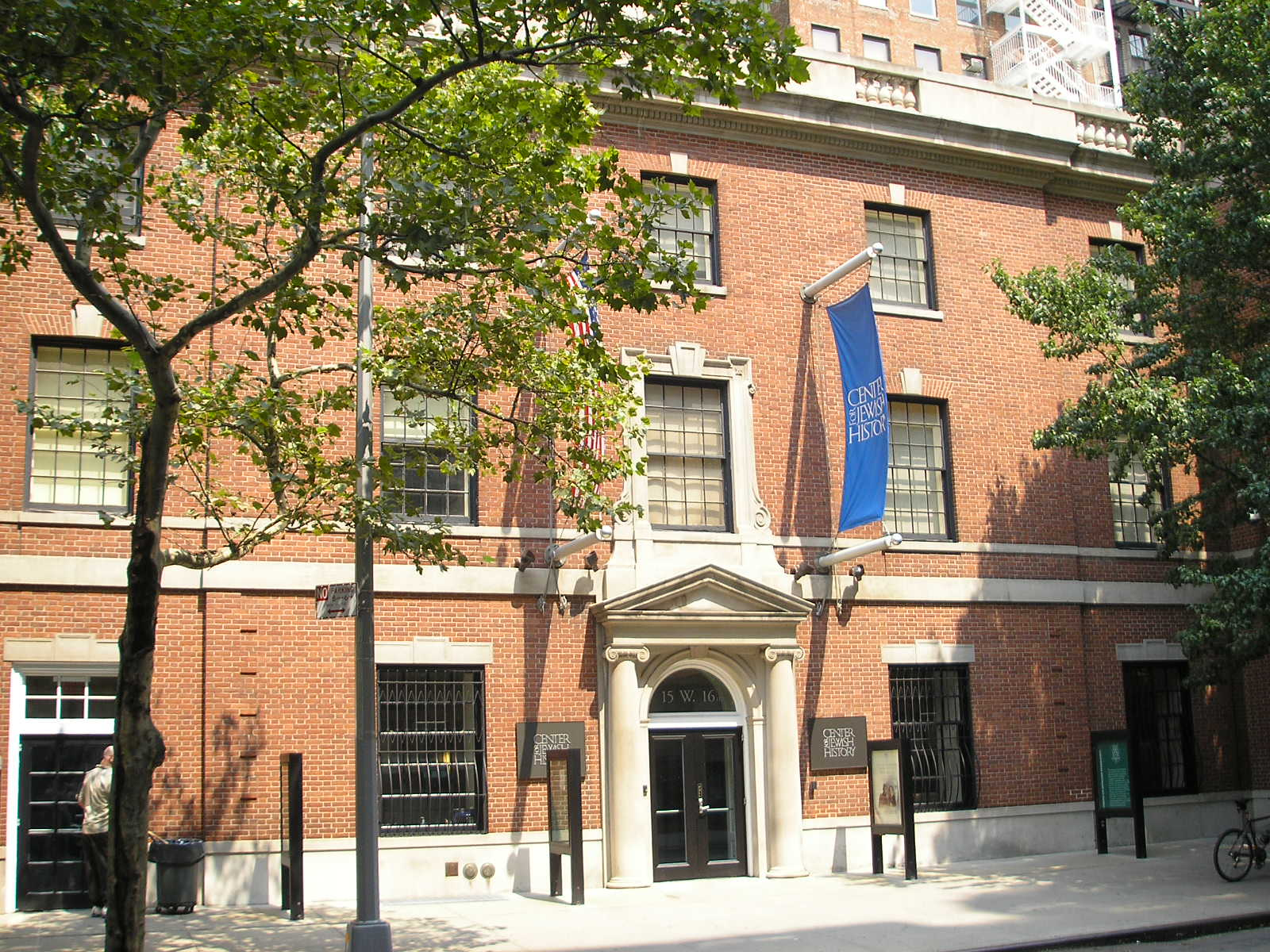
YIVO на 16-й вулиці в Мангеттені, Нью-Йорк

Гаркаві, як і інші ранні стандартизатори, вважає литовську «провідною гілкою». Однак це твердження було піддано сумніву багатьма авторами та залишається предметом гострих суперечок. YIVO, Єврейський науковий інститут, часто розглядається як ініціатор у наданні фонетичної переваги литвишу, але робота Гаркаві передує YIVO, і він не описував виключно особисті переваги. Широкомасштабне дослідження, подане в Мовно-культурному атласі ашкеназького єврейства (детально обговорене нижче під заголовком «Документація»), дає чіткішу картину новітньої точки зору YIVO.
Головним у дискусії є пріоритет, який надається діалекту з найменшою кількістю носіїв. Одна з альтернативних пропозицій, висунутих під час раннього обговорення стандартизації розмовної мови їдиш, полягала в тому, щоб базувати його на вимові південно-східного діалекту, який був найбільш широко використовуваною формою в театрі їдиш (пор. Bühnendeutsch, сценічна вимова, як загальне позначення для стандартної німецької мови ).
Немає нічого незвичайного в гарячих дебатах щодо мовного планування та реформи. Однак такі нормативні ініціативи часто ґрунтуються на законодавчих повноваженнях – те, що, за винятком регулювання в Радянському Союзі, ніколи не застосовувалося до їдишу. Тому можна очікувати, що полеміка щодо розвитку стандартного їдишу буде особливо гострою.
Жорсткість навколо великої ролі YIVO яскраво ілюструється у зауваженнях Бірнбаума:
Немає стандартної вимови їдишу. Однак, члени та друзі Інституту Єврейських досліджень YIVO в Нью-Йорку мають сильні погляди в темі. Вони переконані, що Їдиш не повинен відрізнятись в цьому аспекті від великих західних мов, тому вони хочуть стандартизації. В їхніх публікаціях вони кажуть так, ніби вона вже існує, але видання бажаного за дійсне - це визнання, що їхня система обмежується їхнім колом. Оригінальними прихильниками цього "стандарту" були люди, які розмовляли північним діалектом, тому, без зайвого галасу та подальших дискусій, або надання причин, вони вирішили, що їхня вимова буде "стандартом". Однак, людина на вулиці про це нічого не знає. Якщо він виявиться з півдня, він не замінить свою багату фонетичну систему на мізерний північний діалект. Він навіть не знає, що це "повинно бути стандартом". І, якщо він з півночі, він розмовляє так, як раніше, без усвідомлення, що йому потрібно змінити лише одну голосну, щоб вважатись людиною, яка розмовляє "стандартом". Іронічно, що партизани "стандарту" - всі переконані демократи - мають просити більшість розмовляючих їдишем, перемкнутися з їхньої вимови на вимову меншості, яких лише чверть від всіх розмовляючих їдишем.— Соломон Бірнбаум, 1979
Нещодавня критика сучасного стандартного їдишу висловлена Майклом Вексом у кількох уривках у Wex 2005 . Незалежно від будь-яких нюансів, які можна застосувати до розгляду цих аргументів, можна зазначити, що сучасний стандартний їдиш використовується небагатьма носіями і не згадується у великій частині літератури на їдиш. Однак воно стало нормою в сучасному викладанні їдиш як іноземної мови і, отже, міцно закріпилося в будь-якому дискурсі про розвиток цієї мови.

## Документація
Між 1992 і 2000 роками Херцоґ опублікував тритомний Атлас мови та культури Ашкеназького єврейства, який зазвичай називають LCAAJ. Тут міститься детальний опис фонетичних елементів того, що представлено як східно-західний діалектний континуум, і картографування їхнього географічного розподілу. Більш пізній розширений фонетичний опис,  як східного, так і західного їдишу, опублікував Ніл Ґ. Джейкобс у 2005 році.